# Phillip Carter
Phillip Carter (ur. 16 maja 1967, zm. 2 maja 2007) – brytyjski biznesmen, honorowy wiceprezes Chelsea F.C., były  prezes Everton F.C. Założyciel firmy Carter & Carter oraz właściciel  Nottingham Forest.
Zginął w katastrofie lotniczej, po meczu półfinałowym piłkarskiej Ligi Mistrzów, między Liverpool F.C., a Chelsea, w drodze do swojej rezydencji w miejscowości Peterborough. Carter wraz z trzema innymi osobami leciał jako pasażer prywatnego helikoptera, który wystartował z lotniska Johna Lennona w Liverpoolu. Maszyna po północy i niespełna 45 minutach lotu zniknęła z radarów. Natychmiast rozpoczęto poszukiwania. Wrak helikoptera odnaleziono nad ranem w pobliżu Peterborough. Wszyscy uczestnicy lotu zginęli w katastrofie.